# Silvaplana
Silvaplana (rm. Silvaplauna) − miejscowość i gmina w południowo-wschodniej Szwajcarii, w kantonie Gryzonia, w regionie Maloja, ok. 6 km na południowy zachód od Sankt Moritz. Leży między jeziorami Silvaplanersee i Lej da Champfèr, na wysokości 1 815 m n.p.m. Powierzchnia gminy wynosi 44,77 km². Popularna miejscowość wypoczynkowa, tak latem (windsurfing i kitesurfing na jeziorach), jak zimą (narciarstwo na zboczach pobliskiego masywu Piz Corvatsch).

## Demografia
W Silvaplanie mieszka 1 121 osób. W 2020 roku 33,1% populacji gminy stanowiły osoby urodzone poza Szwajcarią.

## Transport
Przez teren gminy przebiega droga główna nr 3.